# 宮島江湖川
宮島江湖川（みやじまえこがわ）は、徳島県徳島市を流れる吉野川水系の河川である。

## 地理
徳島市の吉野川河口上流2.5kmの左岸から今切川河口に通じる川。吉野川三角州の分流のひとつである。感潮河川で常に舟行が可能なため、1930年（昭和5年）からしばらくの間、徳島市新町橋かわこの川を通り、長原沖に出て撫養川文明橋に達する徳島快速巡航船の航路となった。
沖合の川内町宮島は板東十郎兵衛ゆかりの地で、付近には阿波十郎兵衛屋敷がある。また川内漁業に貢献した「佐藤悦太郎」の記念碑がある。
水質はCODが3〜4ppm、透視度も50cm以上と良好な水質である（2006年度の結果）。
橋梁は相生橋、鶴島水門などがある。

## 流域の施設
- 阿波十郎兵衛屋敷
- 小松海岸
- 徳島市立川内南小学校
- 阿波木偶人形会館